# 大阪市立新生野中学校
大阪市立新生野中学校（おおさかしりつ しんいくの ちゅうがっこう）は、大阪市生野区にある公立中学校。
大阪市立東生野中学校の学校規模が過大になったため、同校の分校として1961年に創設されたことに始まる。その後1963年に独立校として開校した。
通称は「新生」（しんいく）である。

## 教育目標
違いを認めあい、高めあい、響きあう生徒の育成をめざす

## 令和4年度重点目標
- 共生社会をみすえ、認めあうことのできる、生徒の育成をめざす
- 授業規律・基本的生活習慣を確立し、高めあい、響きあえる生徒の育成をめざす
- 小中連携・地域連携のさらなる推進をめざす

## 沿革
- 1960年11月11日	大阪市生野区巽矢柄町52に校舎第1期工事着工
- 1960年9月21日	第2期工事着工
- 1961年10月14日	第1期工事完工
- 1961年11月1日	大阪市立東生野中学校分校として開校
- 1962年5月1日	第2期工事完工
- 1963年4月1日	大阪市立新生野中学校として独立開校
- 1963年5月30日	開校式挙行
- 1964年4月1日	校歌・校章制定
- 1965年3月15日	第1回卒業証書授与式
- 1967年11月15日	体育館兼講堂着工
- 1968年9月26日	体育館兼講堂落成式
- 1969年5月29日	プール着工
- 1969年8月18日	プール落成式
- 1984年4月27日	創立20周年記念式典
- 1986年6月8日	新生野中学校同窓会総会
- 1986年11月18日	格技室着工
- 1987年3月15日	格技室完工
- 1993年5月29日	創立30周年記念式典
- 2003年11月19日	日本PTA協議会会長賞受賞
- 2007年9月22日	昇降機棟増築・耐震改修工事着工
- 2008年3月17日	昇降機棟増築・耐震改修工事完工
- 2012年11月15日	創立50周年記念式典
- 2021年3月28日	太陽光パネル設置
- 2021年5月10日	プール全面補修・塗装完成

## 通学区域
- 大阪市立東小路小学校と大阪市立巽東小学校の通学区域。

大阪市生野区 小路東3丁目・5丁目・6丁目の全域、小路東1丁目・2丁目・4丁目のそれぞれ一部、巽東1丁目-4丁目の全域

## 交通
- Osaka Metro千日前線 北巽駅 東へ約300m。
- 近鉄大阪線 布施駅 南西へ約1.3km。
- 近鉄奈良線 布施駅 南西へ約1.3km。
- 大阪シティバス 北巽バスターミナル 東へ約300m。